# Alphonse Nguyên Huu Long
Alphonse Nguyên Huu Long, né le 25 mai 1953, dans le village de Rua du district de Thanh Oai, près d'Hanoï, est un prélat vietnamien, actuel évêque de Vinh depuis décembre 2018. Outre sa langue maternelle, il parle le français.

## Biographie
Très peu de temps après la naissance d'Alphonse Nguyên Huu Long, sa famille fuit l'avancée des troupes communistes et s'enfuit vers Da Nang, puis ses parents s'installeront plus tard à Tan Phu Hoa dans la province de Saïgon. Alphonse Nguyen Huu Long suit sa scolarité dans le contexte de la guerre du Viêt Nam au petit séminaire Saint-Jean de Da Nang de 1965 à 1972, puis au grand séminaire du diocèse jusqu'en 1975 pour la philosophie et jusqu'en 1978 pour la théologie. Entre-temps, le Sud tombe aux mains des communistes en 1975. Certains séminaristes quittent leurs études afin d'aider leur famille dans cette situation économique très difficile ; mais le père d'Alphonse l'encourage par ses lettres de continuer. De 1978 à 1982, le jeune homme est obligé de travailler sur le site d'irrigation de Phu Ninh-Quang Nam avant de reprendre ses études. Il est finalement ordonné prêtre le 29 décembre 1990.
Après son ordination, il est vicaire dans une paroisse de Da Nang. En 1994, il est autorisé à parfaire ses études à Paris et il est diplômé de l'institut de droit canonique de l'Université catholique de Paris. Il retourne au Viêt Nam en 1999 pour être nommé curé de la paroisse de Ha Lam du diocèse de Da Nang, puis de la paroisse de Tra Kieu de ce même diocèse, jusqu'en 2003. C'est cette année qu'il rejoint la congrégation des prêtres de Saint-Sulpice. Il devient alors professeur de doit canonique et d'histoire de l'Église au grand séminaire de Hué, ainsi que directeur spirituel. Entre 2011 et septembre 2013, il est directeur de cet établissement.
Le 15 juin 2013, le pape le nomme évêque auxiliaire de Hưng Hoá, il y est installé le 10 juillet suivant. C'est un diocèse de 200 000 catholiques dans un vaste territoire dispersé et sous-développé avec peu de prêtres actifs (61) et des ethnies montagnardes, certaines affiliées aux Kinhs et d'autres aux H'Môngs. Il est consacré à la cathédrale de Son Loc le 6 septembre 2013 par Jean-Marie Vũ Tất, en présence du représentant du Saint-Siège Leopoldo Girelli. Il rend visite aux diverses communautés ethniques et établit des écoles et lutte contre la pratique des mariages précoces. De 2013 à 2019, il assume la présidence de la commission pour l'évangélisation au sein de la conférence épiscopale. Le 18 septembre 2014, il effectue sa visite ad limina auprès du pape François avec trois autres évêques vietnamiens. En février-mars 2018, il se rend de nouveau à Rome avec une délégation d'évêques vietnamiens.
Le 22 décembre 2018, le pape annonce l'érection du nouveau diocèse de Hà Tĩnh (séparé du diocèse de Vinh). Alphonse Nguyen Huu Long est nommé à la tête du diocèse de Vinh, l'évêque de Vinh, Paul Nguyên Thai Hop étant nommé à Hà Tĩnh. Il arrive le 22 janvier 2019. Le 11 février 2019, ce sont les autorités communistes locales qui l'accueillent et il est officiellement installé le lendemain par Marek Zalewski, représentant du Saint-Siège. Il assure entre autres dans son discours vouloir travailler à la cohésion nationale.